# 家へ帰ろう (ザ・キング・トーンズの曲)
「家へ帰ろう」（うちへかえろう）は、1969年3月21日に日本グラモフォンから発売されたザ・キング・トーンズの3枚目のシングル。

## 概要
- ドヴォルザークの交響曲第9番第2楽章の旋律（「家路」として親しまれている）を前奏に使用している。
- 1987年に発売されたアルバム「GOOD NIGHT BABY 1987」で、荒川達彦による新アレンジ・バージョンが発表されている。
- 1992年4月6日にCS放送WOWOWでオンエアされた、スタジオライブ音楽番組シリーズ「THE RECORDING」でも、井上鑑＆MASTERS BAND（村上ポンタ秀一、大村憲二、高水健司、中西康晴）による新アレンジで取り上げられている。
- B面の「さよなら友達」は、1970年10月1日、作詞者の橋本淳自身が書き直した歌詞で録音された音源をA面とした6枚目のシングルが発売された。なお、カラオケは本テイクで使用されたものがそのまま流用されている。

## 収録曲
1. 家へ帰ろう （ I'm Going Home ）
作詞：大日方俊子　作曲・編曲：早川博二
2. さよなら友達 （ Good Bye, My Friends ）
作詞：橋本淳　作曲・編曲：鈴木邦彦